# Pyrota obliquefascia
Pyrota obliquefascia là một loài bọ cánh cứng trong họ Meloidae. Loài này được Schaeffer miêu tả khoa học năm 1908.